# Conrad Rein
Conrad Rein (auch Conradt Rain oder Cunradus Reyn, * um 1475 in Arnstadt, Thüringen (unsicher); † Spätherbst 1522 in Kopenhagen) war ein deutscher Priester, Komponist, Sänger und Lateinschul-Rektor der Renaissance.

## Leben und Wirken
Über die frühe Zeit und die Ausbildung von Conrad Rein konnte die musikhistorische Forschung noch keine Aussagen gewinnen. Die erste belegte Nachricht über ihn ist, dass ein Cunradus Reyn von aranstat (Arnstadt) am 14. April 1502 von der Stadt Nürnberg als „Schulmeister“ des dortigen Heilig-Geist-Spitals angestellt wurde. Rein wirkte dort vom September 1502 bis Februar 1515 als Priester und Rektor der Lateinschule; seine Primiz war hier am 8. August 1507. Mit den Chorsängern der Spitalschule baute er eine leistungsfähige Kantorei auf. Zwei seiner Schüler waren hier Hans Sachs und Hector Poemer. Letzterer war ein Nürnberger Patrizier und geübter Musiker, der später der Prior an der Kirche St. Lorenz wurde. Rein hatte den Choralgesang und die polyphone Musik an Heiliggeist in seiner Obhut, darüber hinaus half er als Musiker an den Pfarrkirchen St. Sebald und St. Lorenz.
Bischof Gottschalk von Ahlefeldt von Schleswig (damals Teil des Königreichs Dänemark) war im Jahr 1514 auf der Reise nach Linz, um dort die Braut Isabella (1501–1526) von König Christian II. von Dänemark (1481–1559) abzuholen, und machte dabei Station in Nürnberg. Hier ließ er sich die Reichskleinodien und „Reichsheiltümer“ zeigen. In dieser Zeit machte er die Bekanntschaft mit Conrad Rein, und es gelang ihm, den Komponisten für einen Aufbau der Hofkantorei in Kopenhagen zu gewinnen, so dass Rein im Jahr 1515 seine bisherigen Anstellungen aufgab. Er wird ab dem Jahr 1519 als „Her Conradt bassist“ (Bass-Sänger) in den Gehaltslisten des Kopenhagener Königshauses mit einem Gehalt von 50 Gulden geführt (Quelle: Reichsarchiv Kopenhagen). Dieses Gehalt lag erheblich über dem der übrigen Sänger der Kantorei. Conrad Rein kann somit als der erste Leiter der dänischen Hofkantorei gelten. Der Komponist blieb bis an sein Lebensende in Kopenhagen; er starb dort zwischen dem 17. Oktober und 3. Dezember 1522.

## Bedeutung
Conrad Rein gehört zu den deutschen Komponisten um 1500, deren Lebensweg bisher erst in Umrissen erkennbar ist. Zusammen mit anderen Komponisten wird er von Andreas Ornitoparchus in dem Werk Musice active micrologus, Band II (Leipzig 1517) in Kapitel 8 gewürdigt. Hier wird Rein mit Johannes Ockeghem, Jacob Obrecht, Josquin, Pierre de la Rue, Heinrich Isaac, Heinrich Finck und anderen in eine Reihe gestellt, mit der Bemerkung, dass seine Werke „eine ideale Balance zwischen Gefühl und Vernunft (sensus et ratio)“ verwirklicht hätten. Reins Messen und Motetten, die in frühreformatorischen Handschriften und Drucken überliefert sind, bezeugen ihn nicht nur als Komponisten funktionaler Kirchenmusik, sondern beweisen auch seine Fähigkeit zu originellen Leistungen. Eine Analyse seiner Missa super „Accessit“ (Reins bedeutendstes Werk) zeigt, dass die Methode der wechselseitigen, sozusagen tropierenden Ausdeutung von Cantus-firmus-Abschnitten und Abschnitten des Messtextes ebenso selten zu sein scheint wie etwa die strenge Durchführung des Psalmtons in seinem Stück „Confitemini Domino“. Von Conrad Rein gibt es rund 20 gesicherte Werke; Abschriften und Bearbeitungen dieser Werke finden sich noch in Quellen des späten 16. Jahrhunderts.

## Werke
Die Werke Conrad Reins sind ausschließlich Vokalmusik mit lateinischem Text.
- „Inclina Domine“ (Psalm 85) zu vier Stimmen
- „In pace in idipsum“ zu vier Stimmen
- „Confitemini Domino“ (Psalm 134) zu vier Stimmen
- Introitus „Resurrexi et adhuc tecum sum“ zu vier Stimmen
- Graduale „Haec dies“ zu vier Stimmen
- Halleluja „Alleluia - Pascha nostrum II. Epulemur“ zu vier Stimmen
- Communio „Pascha nostrum: Immolatus est“ zu vier Stimmen
- „Crucifixus“ zu zwei Stimmen
- „Agnus Dei“ zu zwei Stimmen
- Missa super „Accessit“ zu fünf Stimmen
- Missa super „Kyrie Paschale“ zu vier Stimmen (Credo von Loyset Compère)
- „Paschale Sanctus“ zu vier Stimmen
- „Agnus Dei“ zu vier Stimmen
- Introitus „Puer natus es“ zu vier Stimmen
- Halleluja „Alleluia. Dominus dixit ad me“ zu vier Stimmen
- Antiphon „Benedicta sit. Sancta Trinitas II. Benedicamus patrem III. Cum sancto spiritu“ zu vier Stimmen
- Halleluja „Alleluia. Benedictus es Domine“ zu vier Stimmen
- Magnificat IV. toni zu vier Stimmen
- Magnificat VIII. toni zu vier Stimmen
- Te-Deum-Paraphrase „O Trinitas / Beatam Trinitatem II. Miserere“ zu vier Stimmen
- Missa zu vier Stimmen (zweifelhaft, Reins Autorschaft unsicher)